# Jour de noces (film, 2002)
Pour les articles homonymes, voir Jour de noces.
Pour plus de détails, voir Fiche technique et Distribution.
Jour de noces (galicien : Días de voda, espagnol : Días de boda)  est un film dogma réalisé par Juan Pinzás et sorti en 2002.

## Synopsis
Rosendo, un écrivain homosexuel, épouse Sonia, parce qu’il veut le prix littéraire que son père donne.

## Fiche technique
- Titre : Jour de noces
- Titre français : Actrices[réf. nécessaire]
- Titre original : en galicien : Días de voda, en espagnol : Días de boda
- Réalisation : Juan Pinzás
- Scénario : Juan Pinzás
- Producteur : Pilar Sueiro
- Photo : Tomàs Pladevall
- Musique : Juan Sueiro
- Durée : 104 min
- Pays :  Espagne
- Langue : Galicien
- Format : Couleur
- Dates de sortie : 
  -  Espagne : 2002

## Distribution
- Alfonso Agra
- Rosa Álvarez
- Luís Amérigo
- Asunción Balaguer
- Comba Campoy
- Monti Castiñeiras
- Ernesto Chao
- Belén Constenla
- Ernesto Ferro
- Mimy Fuentes
- Alejandro Garrido
- Javier Gurruchaga
- Miguel Ínsua
- Juan Manuel de Prada
- Pilar Saavedra
- Mónica Salgueiro